# Ad Fortunatum de exhortatione martyrii
Ad Fortunatum de exhortatione martyrii è un'opera scritta intorno al 257 da Tascio Cecilio Cipriano, Padre della Chiesa, rivolta all'amico Fortunato. Si tratta di un florilegio biblico, composto per confortare i cristiani intimoriti dalla persecuzione dell'imperatore Valeriano.
L'opera risulta più breve e meno impegnativa del Testimonia ad Quirinum, altro florilegio biblico ciprianeo. 
| Controllo di autorità | VIAF (EN) 190450456 · J9U (EN, HE) 987007318554805171 |